# Bartolomeo Eustachi

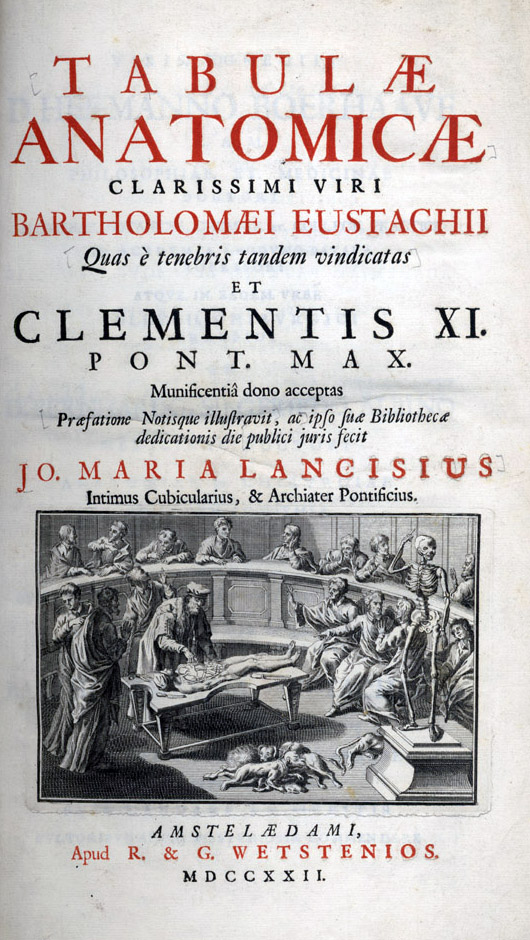
Eustachi Tabulae Anatomicae

Bartolomeo Eustachi ou Barthélemy Eustache est un savant anatomiste et médecin italien, né vers 1500-1510 à San Severino dans la Marche d'Ancône, et mort à Fossombrone en 1574.

## Biographie
Bartolomeo Eustachi est le fils de Mariano, médecin et philosophe de San Severino. Avec son frère, ils se destinent donc naturellement à une carrière médicale. Il apprend le latin, le grec, l'hébreu, l'arabe, et commence à pratiquer la médecine auprès de son père.
En 1539, il est appelé à la cour du duc d'Urbino Guidubaldo II, puis, en 1549, il suit le jeune frère de celui-ci, Giulio Feltre, récemment nommé cardinal d'Urbino, à Rome.
À Rome, Bartolomeo Eustachi est archiâtre et professeur, pendant une dizaine d'années, à l'université romaine de La Sapienza : il y enseigne la médecine pratique, et a l'autorisation d'anatomiser, c'est-à-dire de pratiquer des dissections sur des cadavres fournis par des hôpitaux de la ville. Eustachi est assisté dans ses fonctions par Pietro Mattei Pini d'Urbino, son disciple, collaborateur et héritier scientifique.
Il meurt le 27 août 1574, en route entre Rome et Fossombrone, où le cardinal d'Urbino l'avait fait appeler. Il souffrait depuis plusieurs années d'arthrite rhumatoïde, qui rendait sa pratique de la médecine de plus en plus difficile, et l'avait déjà obligé à renoncer à ses charges d'enseignement.

### Découvertes scientifiques
Eustachi se révèle un observateur de l'anatomie humaine hors pair.
On lui doit une foule de découvertes anatomiques concernant les os, les muscles, les nerfs, les veines. Dans son travail sur les reins, il découvre les glandes surrénales, la substance corticale et la substance tubulaire des reins. Il décrit aussi le système auditif, et notamment le canal de communication de l'oreille moyenne avec l'arrière-bouche, qui porte son nom depuis Valsalva (trompe d'Eustache). Enfin, il étudie en profondeur l'anatomie des dents.
La carrière scientifique d'Eustachi est par ailleurs marquée par une profonde rivalité avec les grands anatomistes de son temps, Realdo Colombo, Gabriel Fallope, et surtout André Vésale.

## Ecrits
Il a publié :
- les Tabulae anatomicae, Venise, 1552
- De Renibus, 1563.
- Libellus de Dentibus, 1563.
- Opuscula anatomica, 1564, qui réunit les deux traités précédents, et cinq nouveaux traités : De  auditus organis, De motu capitis, De vena sine pari, De vena profunda brachii, Examen ossium.
- Tabulae anatomicae, dont la parution est annoncée dans les Opuscula en 1564. L'ouvrage, inédit à la mort d'Eustachi, reste introuvable jusqu'au début du XVIIIe siècle, quand Lancisi retrouve 140 planches chez des héritiers de Pietro Mattei Pini, et les publie en 1714. L'ouvrage suscite l'admiration de nombreux anatomistes, qui le jugent supérieur aux travaux de son contemporain Vésale.
- De dissensionibus et controversiis anatomicis, traité réputé perdu et retrouvé en 1972 à la bibliothèque de Sienne, dans lequel Eustachi poursuit ses critiques à l'égard de Vésale.

Ces ouvrages, et notamment les Opuscula anatomica et les Tabulae anatomicae, ont fait l'objet de nombreuses rééditions et traductions, particulièrement au XVIIIe siècle, époque où la contribution scientifique d'Eustachi est enfin reconnue.

## Sources
- Micheline Ruel-Kellermann, Introduction à la transcription et à la traduction du Libellus de Dentibus d'Eustache, 2015

Cet article comprend des extraits du Dictionnaire Bouillet. Il est possible de supprimer cette indication, si le texte reflète le savoir actuel sur ce thème, si les sources sont citées, s'il satisfait aux exigences linguistiques actuelles et s'il ne contient pas de propos qui vont à l'encontre des règles de neutralité de Wikipédia.